# Holm (Denemarken)
Holm is een plaats in de Deense regio Zuid-Denemarken, gemeente Sønderborg, en telt 431 inwoners (2008). Het dorp ligt op het eiland Als.
Midden in het dorp staat de Jolmansgård, een historisch boerderijgebouw in een carrévorm. De boerderij uit 1790 is een beschermd monument.